# Zhangdun
Zhangdun (kinesiska: 漳墩) är en köping i sydöstra Kina. Den ligger i stadsdistriktet Jianyang i staden Nanping i provinsen Fujian, omkring 180 kilometer nordväst om provinshuvudstaden Fuzhou. Antalet invånare är 17 138. Befolkningen består av 8 068 kvinnor och 9 070 män. Barn under 15 år utgör 22,0 %, vuxna 15-64 år 65 %, och äldre över 65 år 11,0 %.